# X5 Retail Group
X5 Retail Group («Група» або «Х5») — одна з провідних російських мультіформатних продуктових роздрібних компаній, управляє продуктовими торговельними мережами «Пятёрочка», «Перекрёсток», «Чижик», «Карусель», а також цифровими бізнесами «Vprok.ru Перекрёсток», 5Post, «Много Лосося» і медіаплатформою Food.ru. Частка за виручкою на російському ринку продуктового роздробу — 12,7 % (2021), 2-а за виручкою російська приватна компанія (після «Лукойлу» та перед «Магнітом», 2021) та 6-а за виручкою у списку всіх російських компаній (2021). Акції у формі глобальних депозитарних розписок котируються на Лондонській фондовій біржі (LSE).
Найбільший пакет X5 (47,86 %) у співвласників «Альфа-Груп» — Михайла Фрідмана (21,9 %), Германа Хана і Олексія Кузьмичова. 14,43 % належить засновникам Пятьорочки (рос. «Пятерочки») / «П'ятірочки», 0,06 % — директорам X5. Казначейські акції — 0,02 %, акції у вільному обігу — 37,64 %.